# Otmar Wiestler

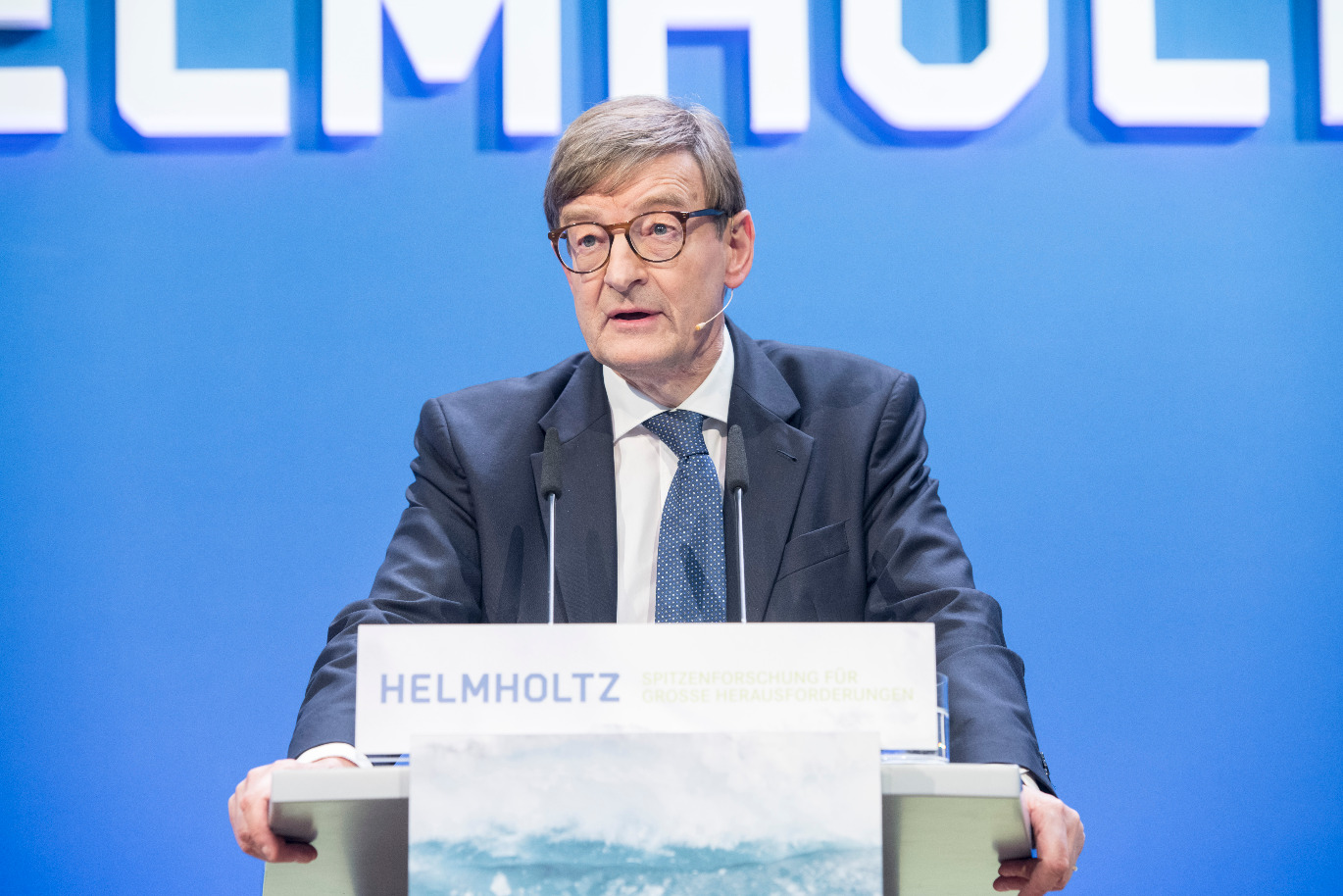
Otmar Wiestler (September 2019)

Otmar Dieter Wiestler (* 6. November 1956 in Freiburg im Breisgau) ist ein deutscher Mediziner, Professor an der Universität Heidelberg und seit September 2015 Präsident der Helmholtz-Gemeinschaft. Zuvor war Wiestler seit 2004 Vorsitzender des Stiftungsvorstands des Deutschen Krebsforschungszentrums.

## Karriere
Von 1975 bis 1981 studierte Wiestler an der Universität Freiburg. Seine Approbation als Arzt erhielt er 1981. Danach war er bis 1984 Assistenzarzt in der Abteilung Neuropathologie der Universität Freiburg, die unter der Leitung von Paul Kleihues und Benedikt Volk stand. In Freiburg wurde er auch 1984 mit summa cum laude promoviert. Für drei Jahre war er Postdoc an der University of California in San Diego im Bereich der Pathologie bei Gernot Walter. Von 1987 bis 1992 war er zunächst Assistenzarzt, später dann Oberarzt der Abteilung Neuropathologie am Institut für Pathologie des Universitätsspitals Zürich bei Paul Kleihues. 1989 leitete er die Abteilung ad interim. 1990 wurde er in Zürich für das Fachgebiet Pathologie habilitiert. Von 1992 bis 2003 hatte er einen Lehrstuhl für Neuropathologie (C4) am Universitätsklinikum Bonn und war Direktor des Instituts für Neuropathologie.
Von 2002 bis 2003 war Wiestler außerdem medizinischer Geschäftsführer der LIFE & BRAIN GmbH in Bonn. Am 1. Januar 2004 wurde er als Nachfolger von Harald zur Hausen Vorsitzender und wissenschaftliches Mitglied des Stiftungsvorstands des Deutschen Krebsforschungszentrums (DKFZ) in Heidelberg. Dieses Amt hatte er bis zum 31. August 2015 inne.
Seit dem 1. September 2015 ist er Präsident der Helmholtz-Gemeinschaft. 2019 wurde er für eine zweite Amtszeit bis 2025 wiedergewählt.
Durch seinen persönlichen Einsatz für die Stammzellenforschung in Deutschland wurde er auch einer breiteren Öffentlichkeit bekannt.

## Funktionen in Gremien
Otmar Wiestler ist oder war u. a. in verschiedenen Funktionen und Gremien tätig:
- 1998–1999: Präsident der Deutschen Gesellschaft für Neuropathologie und Neuroanatomie e. V.
- 2000–2003: Vorsitzender des Fachausschusses Theoretische Medizin der Deutschen Forschungsgemeinschaft
- seit 2001: Mitglied der Leopoldina[6]
- seit 2004: Vorsitzender des Beirats und Mitglied im Geschäftsführenden Vorstand der Deutschen Krebshilfe
- seit 2005: Mitglied im Kuratorium der Gemeinnützigen Hertie-Stiftung
- 2007–2012: Vizepräsident für Gesundheit der Helmholtz-Gemeinschaft
- seit 2014: Mitglied im Aufsichtsrat der Bayer AG
- seit 2015: Mitglied im Stiftungsrat der Deutschen Krebshilfe[7]
- seit 2015: Präsident der Helmholtz-Gemeinschaft
- seit 2015: Vorsitzender des Hochschulrates der Technischen Universität München

## Auszeichnungen
Am 8. April 2005 erhielt Wiestler das Verdienstkreuz am Bande des Verdienstordens der Bundesrepublik Deutschland.
Am 20. Oktober 2012 wurde Wiestler der Ehrendoktor (Doctor honoris causa, Dr. h. c.) im Bereich Medizin von der Universität Tübingen verliehen, am 22. Oktober 2014 diejenige der Medizinischen Fakultät der Ludwig-Maximilians-Universität München, am 9. Dezember 2016 der Universität Duisburg-Essen, im Mai 2017 der Julius-Maximilians-Universität Würzburg.

## Publikationen
Wiestler publizierte mehrere hundert Veröffentlichungen in vorwiegend klinisch-neuropathologischen Fachzeitschriften. Er ist Mitglied im Editorial Board verschiedener Fachzeitschriften.